# Óscar Emilio Rojas
Óscar Emilio Rojas Ruiz (San José, 27 aprile 1979) è un ex calciatore costaricano con passaporto messicano di ruolo centrocampista.

## Caratteristiche tecniche
Centrocampista rapido e con forza, abilità e buon tiro, agiva prevalentemente in posizione offensiva o da ala.

## Carriera

### Club
Debutta nella Prima Divisione del Messico con La Piedad nell'Invierno 2001. Sparisce dal Massimo Circuito a partire dall'Apertura 2002 fino all'Apertura 2004 quando ritorna con l'appena promosso Dorados.
Passa al Veracruz nell'Apertura 2005 e milita un anno nei "Tiburones" con buon rendimento e per l'Apertura 2006 rinforza i Jaguares de Chiapas.
Il 7 gennaio 2009 passa al Monarcas Morelia.

### Nazionale
Debuttò contro la Giamaica (vittoria per 1-0) l'11 novembre 2001, in Kingston, Giamaica. Conta 20 partite internazionali e un gol in un'amichevole contro il Perù (pareggio 1-1), il 22 agosto 2007, in San José. Partecipò alla CONCACAF Gold Cup 2005 e nelle eliminatorie per il Mondiale del 2002, 2006 e 2010.

## Personale
Sposato con Jessica Tencio, ha tre figli, Brenda, Danna ed Oscar.